# Злочин (телесеріал)
«Злочин» (англ. Crime) — британський кримінальний драматичний телесеріал, екранізація однойменного роману Ірвіна Велша. Перший сезон із 6 серій був написаний у співавторстві самого Велша та Діна Кавана. Прем'єра першого сезону відбулась 18 листопада 2021 року на стримінговій платформі BritBox, згодом другий сезон вийшов 21 вересня 2023 року на ITVX. Головні ролі виконали Дугрей Скотт і Джоанна Вандерхам. 

За свою роль Скотт отримав міжнародну премію «Еммі» та премію BAFTA.

## Сюжет
Коли в Единбурзі зникає школярка, досвідчений детектив Рей Леннокс разом із новою напарницею Амандою Драмонд, котра тільки-но вступила на службу, беруться за справу, яка змушує зіткнутись із привидами власного минулого. Розслідування веде детективів у світ брехні, болю і старих ран, які знову дають про себе знати. Але у справі спливає ім’я загадкового містера Кондитера — серійного викрадача, що, здавалося б, давно за ґратами.
Час спливає. Іноді, щоб зупинити зло, треба зазирнути в найтемніші куточки минулого.

## Головні герої
Шаблон:Cast listing
- Дугрей Скотт — детектив Рей Леннокс
- Джоанна Вандерхам — детектив-сержант Аманда Драммонд
- Кен Стотт — шеф поліції Роберт «Боб» Тоул
- Лора Фрейзер — Саллі Харт
- Джон Сімм — Гарет Хорсборо
- Джеймі Сівес — детектив-інспектор Дагі Гіллман (1-й сезон)
- Анджела Гріффін — Труді Лав, наречена Рея (1-й сезон)
- Брайан Маккарді — Норрі Ерскін, актор-невдаха (2-й сезон)
- Стюарт Мартін — Стюарт Леннокс, брат Рея (1-й сезон)
- Джон Сімм — Гарет Хорсборо (1-й сезон)
- Еван Стюарт — Джон Леннокс, батько Рея (1-й сезон)

## Структура серіалу

### Сезони
| Сезон | Епізоди | Епізоди | Оригінальний випуск | Оригінальний випуск |
| ----- | ------- | ------- | ------------------- | ------------------- |
| 1     | 6       | 6       | 18 листопада 2021   | 18 листопада 2021   |
| 2     | 6       | 6       | 21 вересня 2023     | 21 вересня 2023     |

## Зв'язок з іншими творами
Роман «Злочин» Велша є продовженням іншої його книги під назвою «Гидота». У свою чергу, ця ж книга отримала кіноадаптацію — фільм «Бруд» 2013 року. У цьому фільмі також з'являються Леннокс, Аманда Драммонд, Боб Тоул і Дагі Гіллман, котрих зіграли Джеймі Белл, Імоджен Путс, Джон Сешнс і Брайан Маккарді відповідно. Маккарді згодом також знявся у серіалі «Злочин», тільки на цей раз в ролі Норрі Ерскіна.

## Сприйняття критиками
Аніта Сінгх у статті для газети «The Daily Telegraph» описала гру Скотта як таку, що виводить серіал за межі типового поліцейського процедуралу, відзначаючи при цьому, як актор «вміє передати емоційну вразливість персонажа і ціну, яку приносить його робота». 
Люсі Манган у рецензії для The Guardian була менш захопленою, але зазначила, що Велш «розширив межі того, що ми зазвичай бачимо від проблемного детектива, який є центральною фігурою таких серіалів». 
Керол Мідгелі у The Times відзначила: «Я вважаю, що це було чудово, за винятком кількох дивних сцен», і «мало хто зі сценаристів міг би написати про жахіття і при цьому зробити це з гумором».